# Robert Swan

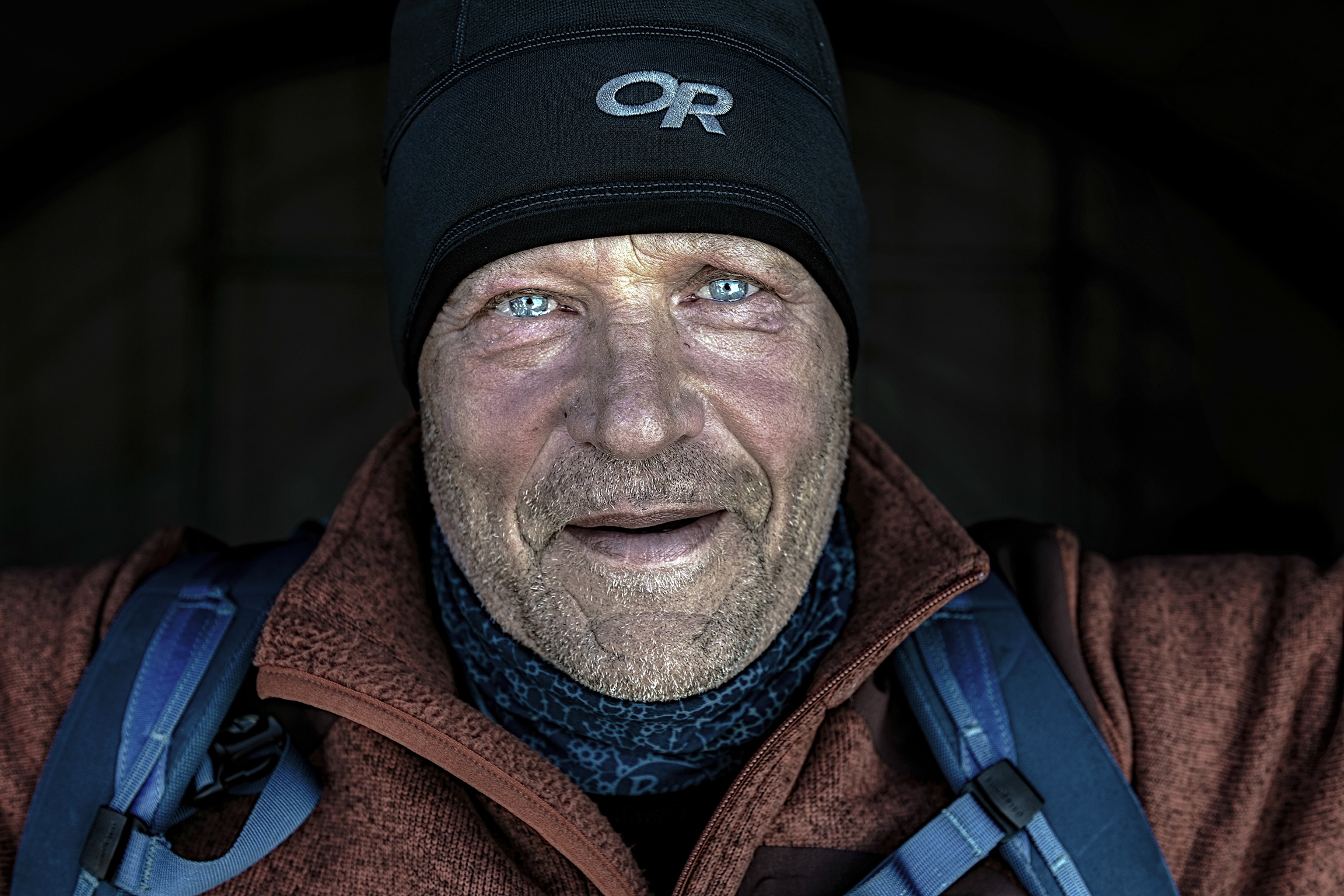
Robert Swan

Robert Charles Swan é a primeira pessoa a andar em ambos os polos (sul e norte). Chegou ao Polo Norte a pé a 11 de janeiro de 1986 e três anos depois também a pé chegou ao Polo Sul a 14 de Maio de 1989.

## Infância, e Adolescência
Ele nasceu em Durham, Inglaterra, e frequentou a Escola Aysgarth e, depois, a Escola Sedbergh (1969–1974) antes de concluir um BA em história antiga (1976–1979) no St Chad's College, da Universidade de Durham.